# Kleeblatt (Heraldik)
Das Kleeblatt, als Blatt des Klees, ist ein beliebtes Grundmotiv in der Heraldik.

## Wappenelement
Als gemeine Figur oder als Teil eines Heroldsbildes findet es reichlich Anwendung, da die symbolische Bedeutung einen positiven Anstrich hat. Das Kleeblatt steht unter anderem für Glück, in der christlichen Symbolik für die Dreifaltigkeit.
- In der Heraldik wird es vorrangig 3-blättrig genommen, das heißt, es wird aus drei Kreissegmenten geformt. Diese sind in der Form eines Dreipasses (Trefoil, „Dreiblatt“) geordnet.
- Als heraldisches Element ist die stilisierte Form ohne Stiel verbreitet.
- Gestielt ist es die Figur, von der sich die Kartenfarbe Kreuz ableitet, dessen Name Treff aus dem französischen Bezeichnung Trèfle für den Klee kommt.
- Bei der Brustbelegung des Wappentieres Adler ist das Kleeblatt an den Enden des Brustmondes unter der Bezeichnung Kleestängel in die Heraldik eingegangen.
- An den Enden der Arme von Kreuzen ist das Kleeblatt der Namensgeber für das damit besetzte Kreuz, das Kleeblattkreuz (Lazaruskreuz oder Brabanterkreuz).
- Häufig ist es auch als Pelzwerk.
- Eine selterere Variante ist die Kleeblume (Kleeblatt mit Blüte).
- Das Wappen von Kleve führt drei (2:1) Kleeblätter um ein Herzschild.

In Fünfpass: Burgdorf (Landkreis Wolfenbüttel)
Redend: Cleebourg
Kleeblatt als gemeine Figur Helmsheim
mit Blattadern: Neibsheim
Kleeblume Lány u Rakovníka
Herne (1937–1975): Das Kleeblatt auf dem Wappenschild im Fuß verweist auf die Zeche Shamrock
Wappen von Kassel
Wappen von Kleve
Wappen von Schönhausen (Elbe) unter Verwendung von Elementen der Bismarcks.

Dreiblättrig: Fürth, vgl. Emblem SpVgg Fürth
Vierblättriges Kleeblatt: Brebel
Müglitztal
Niederdieten
bestreut mit Klee Warlincourt-lès-Pas
sowie im Oberwappen des Landkreises Leer
ein vierblättriges Kleeblatt ist auch im Wappen von Hottingen, einem Stadtteil von Zürich, Schweiz zu finden

## Kleeblattschnitt
Die besondere Form ist Grundlage für den Kleeblattschnitt. Das ist ein Wappenschnitt zur Zerlegung des Schildes in gewünschte Heroldsbilder. Hier wird die Trennungslinie, oft mittig, mit einer kleeblattförmigen Änderung unterbrochen. Das Kleeblatt kann hier mutieren zwischen Heroldsbild und gemeiner Figur.

Kleeblattschnitt (Freiland bei Deutschlandsberg)
Kleeblattschnitt Säyneinen, Finnland
Kleeblattschnitt als Spaltung (Namdalseid, Norwegen)
Kleeblattschildhaupt (Obersöchering)

## Embleme
Das Kleeblatt kommt auch in den Zeichen von Organisationen und in Vereinsemblemen, z. B. von Fußballvereinen, vor. Sowohl die Cricket-Nationalmannschaft als auch die Rugby-Union-Nationalmannschaft Irlands verwenden das Kleeblatt in ihren Logos.

World Association of Girl Guides and Girl Scouts (WAGGGS), die Weltorganisation der Pfadfinderinnen
SpVgg Greuther Fürth
Rot-Weiß Oberhausen
Panathinaikos Athlitikos Omilos
Celtic Glasgow
Omonia Nikosia
Shamrock Rovers
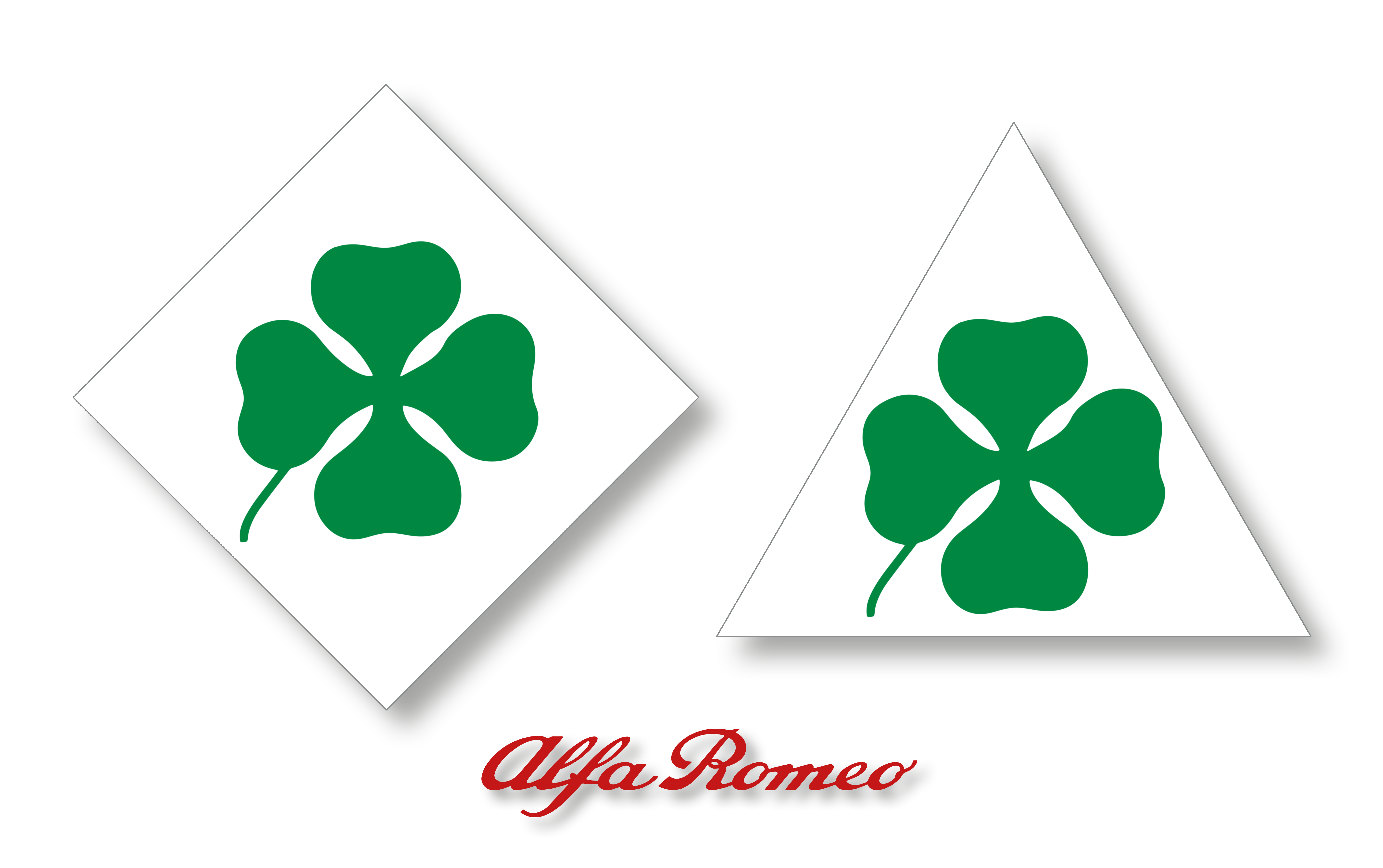
Das, von der Alfa-Romeo-Rennsport- abteilung verwendete „Quadrifoglio Verde“
Flagge von Cricket Irland und der Cricket-Nationalmannschaft
Logo der Irish Rugby Football Union und der Rugby-Union-Nationalmannschaft

## Münzmeisterzeichen
Als Münzmeisterzeichen wurde das Kleeblatt zum Beispiel auf Münzen der Münzstätten Annaberg, Freiberg, Langensalza, Zwickau und Schneeberg verwendet. Das Kleeblatt ist das Münzmeisterzeichen des Münzmeisters Augustin Horn (Annaberg, Freiberg, Langensalza, Zwickau und Schneeberg) und Melchior Irmisch (Annaberg).

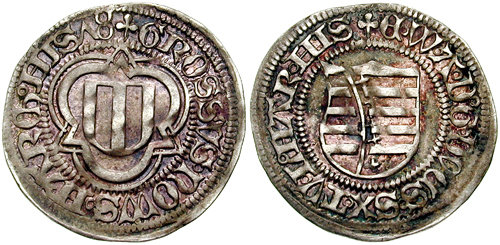
Spitzgroschen (14)78, Mmz. Kleeblatt, Münzstätte Zwickau
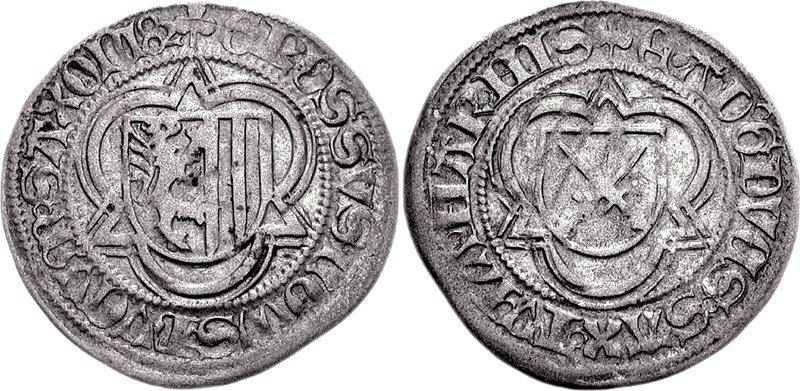
Halber Schwertgroschen (14)82, Mmz. Kleeblatt, Münzstätte Zwickau und Schneeberg